# Rapid single flux quantum
En electrònica, el quàntic de flux únic ràpid (amb acrònim anglès RSFQ) és un dispositiu electrònic digital que utilitza dispositius superconductors, és a dir, les unions de Josephson, per processar senyals digitals. En la lògica RSFQ, la informació s'emmagatzema en forma de quants de flux magnètic i es transfereix en forma de polsos de tensió de flux únic (SFQ). RSFQ és una família de lògica superconductora o SFQ. Altres inclouen la lògica quàntica recíproca (RQL), ERSFQ - versió RSFQ d'eficiència energètica que no utilitza resistències de polarització, etc. Les unions de Josephson són els elements actius per a l'electrònica RSFQ, de la mateixa manera que els transistors són els elements actius per a l'electrònica de semiconductors. RSFQ és una tecnologia digital clàssica, no de computació quàntica.
RSFQ és molt diferent de la tecnologia de transistors CMOS utilitzada en ordinadors convencionals:
- Els dispositius superconductors requereixen temperatures criogèniques.
- Els polsos de tensió SFQ de durada de picosegons produïts per les unions Josephson s'utilitzen per codificar, processar i transportar informació digital en lloc dels nivells de voltatge produïts pels transistors en l'electrònica de semiconductors.
- Els polsos de tensió SFQ viatgen per línies de transmissió superconductores que tenen una dispersió molt petita, i normalment insignificant, si no hi ha cap component espectral si el pols està per sobre de la freqüència de la bretxa d'energia del superconductor.
- En el cas de polsos SFQ d'1 ps, és possible sincronitzar els circuits a freqüències de l'ordre de 100 GHz (un pols cada 10 picosegons).

Es produeix un pols SFQ quan el flux magnètic a través d'un bucle superconductor que conté una unió Josephson canvia en un quàntic de flux, Φ 0 com a resultat de la commutació de la unió. Els polsos SFQ tenen una àrea quantificada ʃ V (t) dt = Φ 0 ≈ 2,07×10−15 Wb = 2,07 mV⋅ps = 2,07 mA⋅pH a causa de la quantificació del flux magnètic, una propietat fonamental dels superconductors. Depenent dels paràmetres de les unions de Josephson, els polsos poden ser tan estrets com 1 ps amb una amplitud d'aproximadament 2 mV, o més ampli (p. ex., 5–10 ps) amb una amplitud corresponentment menor. El valor típic de l'amplitud del pols és aproximadament 2 Ic Rn, on Ic Rn és el producte del corrent crític de la unió, Ic, i la resistència d'amortiment de la unió, Rn. Per a la tecnologia d'unió basada en Nb, Ic Rn és de l'ordre d'1 mV.
Aplicacions:
- Dispositius de commutació de xarxa òptica i altres d'alta velocitat.
- Processament de senyal digital, fins a senyals de banda X i més enllà.
- Encaminadors ultra ràpids.
- Ràdio definida per programari (SDR).
- Convertidors analògic-digital d' alta velocitat.
- Ordinadors criogènics d'alt rendiment.
- Circuits de control per a qubits superconductors i circuits quàntics.